# FK Astana-1964
FK Astana-1964 (în kazahă Астана-1964 Футбол Клубы) este un club de fotbal din Astana, Kazahstan. Clubul a fost fondat în 1964 și este membru-fondator al Primei Ligi Kazahe. În anul 2009 clubul a retrogradat pentru prima oară în liga secundă.

## Istoric denumiri
- 1964 : Fondat ca Dinamo Tselinograd
- 1975 : Redenumit în Tselinnik Tselinograd
- 1994 : Redenumit în Tsesna Akmola
- 1996 : Redenumit în Tselinnik Akmola
- 1997 : Redenumit în FK Astana
- 1999 : Redenumit în Zhenis Astana
- 2006 : Redenumit în FK Astana
- 2009 : Redenumit în FK Namys Astana
- 2010 : Redenumit în FK Astana-1964

## Palmares
- Prima Ligă Kazahă (3): 2000, 2001, 2006

- Cupa Kazahstanului (3): 2001, 2002, 2005

## Rezultate în Europa
| Sezon   | Competiția            | Runda | Țara              | Club advers         | Scor         |
| ------- | --------------------- | ----- | ----------------- | ------------------- | ------------ |
| 2002/03 | UEFA Champions League | Q1    | Republica Moldova | FC Sheriff Tiraspol | 1-2, 3-2 (a) |
| 2003/04 | Cupa UEFA             | Q1    | Cehia             | FK Viktoria Žižkov  | 0-3, 1-3     |
| 2007/08 | UEFA Champions League | Q1    | Georgia           | FC Olimpi Rustavi   | 0-0, 3-0     |
|         |                       | 2Q    | Norvegia          | Rosenborg BK        | 1-3, 1-7     |

 Notă: Meciurile de acasă sunt cu aldin 